# 259 TCN
259 TCN là một năm trong lịch La Mã. 

## Sinh
Tần Thủy Hoàng, hoàng đế đầu tiên của nhà Tần